# Головний завантажувальний запис
|  | Код завантажувача |
|  | Чотири 9-байтні записи таблиці основних розділів (IBM-розширення до схеми таблиці розділів MBR)[джерело?]                                                               |
|  | 4-байтна сигнатура диску (лише у Windows 2000, XP [Архівовано 28 вересня 2009 у Wayback Machine.], але не в Windows 95/98 [Архівовано 4 липня 2009 у Wayback Machine.]) |
|  | Чотири 16-байтні записи таблиці основних розділів (тільки схема таблиці основних розділів MBR)                                                                          |
|  | |

Головни́й заванта́жувальний за́пис (англ. master boot record, MBR) — це перший фізичний сектор на жорсткому диску або іншому носії інформації, якщо цей пристрій розподіляється на логічні диски (розділи). MBR містить таблицю розділів (partition table) і невеликий фрагмент виконуваного коду.
Мета MBR — не завантаження ОС, а всього лише вибір, з якого розділу саме  відбувається завантаження.
У процесі запуску комп'ютера при завантаженні з жорсткого диску, MBR завантажується до пам'яті базовою системою вводу-виводу (BIOS) після закінчення тесту POST (на IBM PC зазвичай за адресою 7c00) і йому передається управління long jump.
Для деяких ОС в MBR міститься програма stage1, тобто перший етап завантаження операційної системи, який завантажує програму другого етапу операційної системи stage2 (як stage2 завантажується завантажувальний сектор активного розділу, boot manager або програма авторизації та захисту доступу).